# Mabel and Fatty's Wash Day

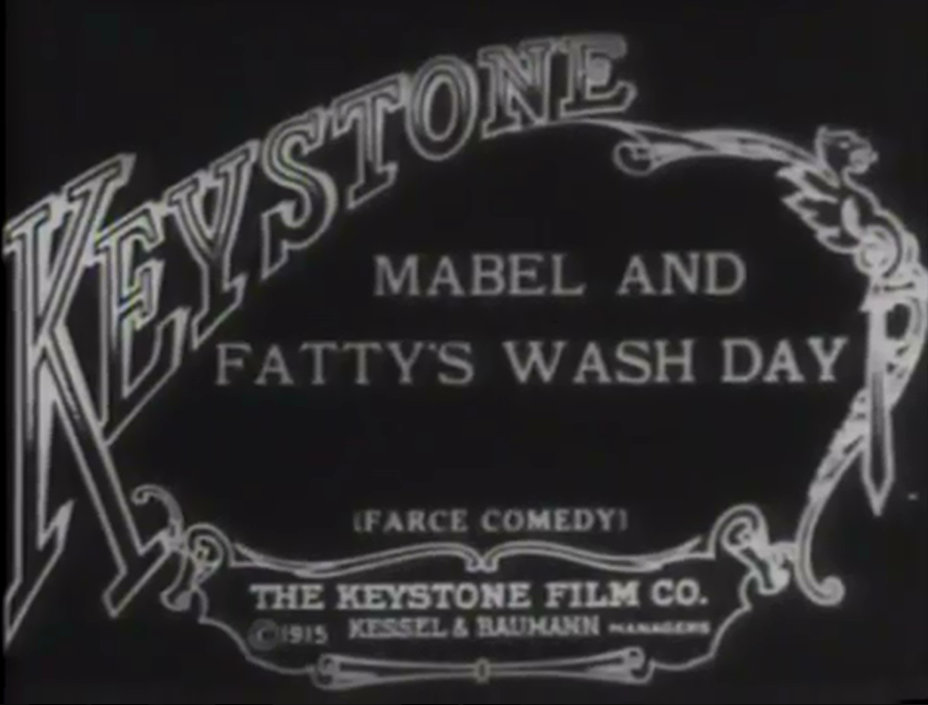
Cartaz do filme

Mabel and Fatty's Wash Day (também conhecido como Fatty and Mabel’s Wash Day) é um filme de comédia norte-americano de 1915 em curta-metragem, dirigido e estrelado por Fatty Arbuckle.